# Formosa-Airlines-Flug 7623
Der Formosa-Airlines-Flug 7623 (Flugnummer IATA: VO7623 ICAO: FOS7623) war ein Inlandslinienflug der taiwanischen Regionalfluggesellschaft Formosa Airlines von Hsinchu nach Kaohsiung. Am 18. März 1998 verunglückte auf dem Flug eine Saab 340B, nachdem die Piloten die Kontrolle über die Maschine verloren hatten. Bei dem Unfall kamen alle 13 Menschen an Bord ums Leben. Bis zum Sol-Líneas-Aéreas-Flug 5428 handelte es sich damit um den schwersten Flugunfall einer Saab 340.

## Flugzeug
Bei der betroffenen Maschine handelte es sich um eine Saab 340B aus schwedischer Produktion mit der Werknummer 340B-337. Die Maschine wurde im Jahr 1993 endmontiert und absolvierte, auf den Hersteller mit dem Luftfahrzeugkennzeichen SE-C37 zugelassen, am 6. April 1993 ihren Erstflug. Am 4. Mai 1993 wurde die Maschine mit dem Luftfahrzeugkennzeichen B-12255 an die Formosa Airlines ausgeliefert. Das zweimotorige Mittelstreckenflugzeug war mit zwei Turboproptriebwerken vom Typ General Electric CT7-9B ausgerüstet. Bis zum Zeitpunkt des Unfalls hatte die Maschine eine Gesamtbetriebsleistung von 8.076 Betriebsstunden absolviert.

## Passagiere und Besatzung
Den Inlandslinienflug von Hsinchu nach Kaohsiung hatten acht Passagiere angetreten. Es befand sich eine fünfköpfige Besatzung an Bord der Maschine, bestehend aus einem Flugkapitän, einem Ersten Offizier und drei Flugbegleitern. Der Flugkapitän verfügte über 10.900 Stunden Flugerfahrung, wovon 6.400 auf die Saab 340 entfielen. Der Erste Offizier war erst am 25. Februar 1998 von der Fluggesellschaft eingestellt worden und verfügte lediglich über 300 Stunden Flugerfahrung. Am Unfalltag arbeitete der Kapitän seit mehr als elf Stunden und hatte bereits neun Flüge absolviert.

## Unfallhergang
Vor dem Abflug der Maschine stellten die Piloten einen Defekt in der rechten Haupt-Stromschiene fest. Dies hatte zur Folge, dass eine Reihe von Systemen nicht funktionsfähig war, darunter das linke Electronic Flight Instrument System (EFIS), der Autopilot, die Gierdämpfer, der Flight Director des Flugkapitäns und des Ersten Offiziers, der linke Radio Magnetic Indicator und eine Reihe von weiteren Systemen. Zudem blieb damit das Entlüftungsventil der Triebwerksenteisung von Triebwerk Nr. 2 (rechts) geöffnet, was zur Folge hatte, dass die Abgastemperatur um 15 °C wärmer war als gewöhnlich.
Obwohl der Start der Maschine gemäß der Minimum Equipment List damit ganz klar untersagt gewesen wäre, wurde er durch die Piloten dennoch durchgeführt. Der Start erfolgte bei Dunkelheit um 19:29:09 Uhr von Startbahn 05. Da der Autopilot inaktiv war, musste die Maschine manuell gesteuert werden. Da die Gierdämpfer nicht funktionierten, hätte die Maschine unter aktivem Einsatz des Seitenruders gesteuert werden müssen, wobei die Daten des digitalen Flugdatenschreibers später keinerlei derartige Steuereingaben auswiesen.
Der Temperaturunterschied von 30 °C zwischen den Abgasen der beiden Triebwerke hatte keine Auswirkungen für den Start. Als der Kapitän jedoch 30 Sekunden nach dem Abheben den Modus Constant Torque on Takeoff deaktivierte und den rechten Schubhebel manuell nach unten verstellte (vermutlich, um eine gleiche Abgastemperatur in den Triebwerken zu erreichen), führte dies zu einer Schubasymmetrie von 13 Prozent, wobei das rechte Triebwerk den geringeren Schub hatte. Die Folge war eine Gier- und Rollbewegung nach rechts, die den Piloten ein verstärktes korrigierendes Eingreifen mithilfe der Querruder abverlangte. Die Auftriebshilfen wurden nicht wie vorgesehen in einer Höhe von 1.000 Fuß eingefahren, sondern erst, als die Maschine nahezu die dafür höchstzulässige Fluggeschwindigkeit von 175 KIAS erreicht hatte.
Als der Schub für den Steigflug gesetzt wurde, wurde erneut der Schubhebel verstellt. Aufgrund der vorherigen Steuereingabe am rechten Schubhebel und der gewöhnlichen Verzögerung durch die Verkabelung vom Power Lever Angle zur HMU führte dies dazu, dass der Schub des rechten Triebwerks noch weiter verringert wurde, während der des linken weiter gleich blieb. Dies führte zu einer Schubasymmetrie, die eine noch weiter verstärkte Roll- und Gierbewegung nach rechts zur Folge hatte, die wiederum einen noch stärkeren Einsatz der Querruder erforderte.
Das Verhalten der Maschine unterschied sich fundamental von dem, was der Flugkapitän gewohnt war. Die Aufgabe, die Maschine im Instrumentenflug manuell zu fliegen, bündelte seine Aufmerksamkeit dabei offenbar so sehr, dass er nicht bemerkte, wie die Maschine 78 Sekunden nach dem Start in eine Rechtskurve einflog, anstatt wie vorgesehen eine Linkskurve auf einen Kurs von 260 Grad zu fliegen. Etwa zum gleichen Zeitpunkt nahm die Steigrate der Maschine ohne offensichtlichen Grund ab und die Maschine verblieb eine Weile auf einer Höhe von 2.000 Fuß, anstatt wie vorgesehen auf 3.000 Fuß zu steigen.
Die Steuereingaben des Flugkapitäns könnten die Folge von entweder Übermüdung oder einer räumlichen Desorientierung gewesen sein und es konnte auch später nicht geklärt werden, ob dem Ersten Offizier die Abweichung vom vorgesehenen Abflugprofil aufgefallen war. Aller Erkenntnis nach hatte er die Abweichung entweder nicht bemerkt oder er hatte aus Respekt vor dem Flugkapitän die Abweichungen bewusst nicht gemeldet. So teilte er der Flugsicherung nach 114 Sekunden mit, dass man eine Linkskurve auf einen Kurs von 230 Grad fliege, obwohl sich die Maschine zu diesem Zeitpunkt in einer Rechtskurve auf 312 Grad bei einem Rollwinkel von 21 Grad befand. Da die Maschine in Dunkelheit und unter Instrumentenflugbedingungen geflogen wurde, sein EFIS jedoch außer Betrieb war, war er in seinen Möglichkeiten, den Flug zu überwachen, sehr eingeschränkt. Erst 124 Sekunden nach dem Start und 37 Sekunden vor der letzten Aufnahme des digitalen Flugdatenschreibers äußerte der Kapitän, dass er Probleme habe, die Maschine auf Kurs zu halten und bat darum, ihm mithilfe des magnetischen Kompasses zu helfen. Die Maschine befand sich zu diesem Zeitpunkt in einem rechtswärtigen Rollwinkel von 24 Grad bei einem Nickwinkel von 10 Grad, wobei sich der Kurs und der Rollwinkel um ein Grad pro Sekunde veränderten.
Ab diesem Zeitpunkt nahm der Nickwinkel stetig ab, bis er kurz vor dem Aufprall −65,4° erreichte. Etwa 19 Sekunden vor der letzten Aufzeichnung des Flugdatenschreibers bat der Flugkapitän den Ersten Offizier, sich bei der Flugsicherung nach den Radarvektoren zu erkundigen. Die Maschine befand sich zu diesem Zeitpunkt auf einem Kurs von 22 Grad bei einem rechtswärtigen Rollwinkel von 36 Grad. Der Flugkapitän steuerte außerdem mit den Querrudern kurz nach rechts, wodurch der rechtswärtige Rollwinkel weiter zunahm. Der Erste Offizier reagierte nicht auf die Bitte des Kapitäns, ihn mithilfe des Radarkompasses zu unterstützen, da er offenbar zu verwirrt war, um maßgebliche Handlungen zu unternehmen. Etwa 14 Sekunden vor der letzten Aufzeichnung des Flugdatenschreibers rief der Kapitän: „Wah sei! Alles ist verkehrt!“
Die Maschine hatte zu diesem Zeitpunkt einen negativen Nickwinkel von −8,4° und einen rechtswärtigen Rollwinkel von 47,5°. Nur zehn Sekunden vor der letzten Datenaufzeichnung antwortete der Erste Offizier auf die Bitte des Kapitäns mit den Worten: „Sir, sollen wir das hier im Auge behalten?“ Die Maschine hatte zu diesem Zeitpunkt einen negativen Nickwinkel von −15,8° und einen rechtswärtigen Rollwinkel von 71,7°. In der letzten Phase des Fluges erreichte die Maschine exzessive Roll- und Nickwinkel, wie sie im Normalbetrieb nicht vorkommen. Weitere ruckartige Steuerbefehle der Querruder nach rechts führten zu noch exzessiveren Roll- und Nickwinkeln. Die Kontrolle über die Maschine ging schließlich völlig verloren und die Sinkrate und die Fluggeschwindigkeit nahmen dramatisch zu. Vier Sekunden vor dem Aufprall ertönte der Warnton, der vor einem Überschreiten der höchstzulässigen Geschwindigkeit warnte. Die Maschine stürzte ins Meer, wobei alle 13 Insassen starben.

## Ursache
Nach Ansicht der Unfallermittler war ein Verlust des Situationsbewusstseins der Besatzung, der zu einem Kontrollverlust führte, ursächlich für den Unfall. Ferner habe der Defekt an der rechten Haupt-Stromschiene und damit zusammenhängend der Ausfall des rechten Navigationssystems und der Fluginstrumente sowie der dennoch durchgeführte Start unter Nichtbeachtung der Mindestausrüstungsliste zu dem Unfall beigetragen. Als weitere beitragende Faktoren vermerkten die Ermittler die vorherrschenden Nacht- und Instrumentenflugbedingungen, die den Piloten kaum oder keine visuellen Referenzpunkte am Boden boten sowie den Umstand, dass der Kapitän den Flug übermüdet und im Zustand der räumlichen Desorientierung durchführte. Schließlich warfen die Ermittler den Piloten vor, Standardverfahren nicht befolgt zu haben.